# Fuade I do Egito
Fuade I (em árabe: فؤاد الأول; romaniz.: Fu’ād al-Awwal) GCTE (Cairo, 26 de março de 1868 – Cairo, 28 de abril de 1936) foi Sultão e, posteriormente, Rei do Egito e do Sudão, Soberano da Núbia, Cordofão e Darfur. Nono monarca do Egito e Sudão pertencente à dinastia de Maomé Ali, tornou-se sultão em 1917, sucedendo seu irmão mais velho, Huceine Camil. Adotou o título de 'rei' quando o Reino Unido reconheceu a independência do Egito, em 1922.

## Biografia

### Família e primeiros anos
Nascido no Palácio de Gizé, no Cairo, Fuade era o sétimo filho de Ismail Paxá - uale e, posteriormente, quediva do Egito e do Sudão - e de Farial Cadina. Como bisneto do Paxá Maomé Ali, Fuade tinha ascendência albanesa.
Antes de se tornar sultão, Fuade desempenhou um importante papel no estabelecimento da Universidade do Cairo, tornando-se seu primeiro reitor, em 1908, e permanecendo no cargo até 1913, quando renunciou e foi substituído pelo então ministro da Justiça, Huceine Ruxidi Paxá. ainda em 1913, Fuade tentou garantir para si o trono da Albânia, que havia obtido sua independência do Império Otomano no ano anterior. Fuade também foi presidente da Sociedade Geográfica Egípcia entre 1915 e 1918.

### Reinado
Fuade ascendeu ao trono do Sultanato do Egito após a morte de seu irmão, Huceine Camil, em 1917. Em 28 de fevereiro de 1922, o Reino Unido terminou seu protetorado sobre o Egito e concedeu-lhe a independência nominal, após a Revolução Egípcia de 1919. Como isso, Fuade emitiu um decreto em 15 de março de 1922, alterando seu título de sultão para o de Rei do Egito. Em 1930, ele tentou fortalecer o poder da Coroa revogando a Constituição de 1923, substituindo-a por uma nova, que relegava o Parlamento a um papel simplesmente consultivo. A insatisfação pública gerou uma onda de protestos que o obrigou a restaurar a Constituição anterior, em 1935.
A Constituição de 1923 concedeu vastos poderes ao rei e ele fez uso frequente de seu direito de dissolver o Parlamento. Durante seu reinado, os gabinetes eram demitidos ao bel prazer de Fuade e os mandatos parlamentares nunca eram completados, pois o Parlamento era dissolvido por decreto durante o exercício legislativo.

### Casamentos e filhos
Casou-se em primeiras núpcias, por procuração, em 30 de maio de 1895, no Cairo, e pessoalmente em 14 de fevereiro de 1896, no Palácio Abássia, com sua prima, a princesa Xivaquiar Canum Efendi, única filha do marechal-de-campo Ibraim Amade Fami Paxá. O casal teve dois filhos:
- Ismail Fuade (1896-1896);
- Fauquia (1897-1974).

A união não foi feliz e o casal se divorciou em 1898. Durante uma disputa com seu cunhado, Fuade levou um tiro na garganta. Ele sobreviveu, mas levou a cicatriz o resto da sua vida.
Fuade casou-se em segundas núpcias no Palácio de Bustão, no Cairo, em 26 de maio de 1919, com Nazli Sabri, filha de Abdal Reim Sabri Paxá, ministro da Agricultura e governador do Cairo, e de Taufica Canum Xarife. Nazli também era neta de Maomé Xarife Paxá, primeiro-ministro e ministro dos Negócios Estrangeiros, e bisneta de Solimão Paxá, um oficial francês do exército de Napoleão que se converteu ao Islã e reorganizou o exército egípcio. O casal teve cinco filhos:
- Faruque I (1920-1965), casado em primeiras núpcias com Safinaz Zulficar, com descendência, e, em segundas núpcias, com Narriman Sadek, também com descendência.
- Fauzia (1921-2013), rainha consorte da Pérsia pelo seu casamento com o Xá Maomé Reza Pálavi, com quem teve uma filha. Divorciada em 1948, Fauzia tornaria a se casar, em 1949, com Ismail Huceine Xirine Bei, com quem teve dois filhos.
- Faiza (1923-1994)
- Faika  (1926-1983)
- Fátia (1930-1976), casada com Riade Gali, com descendência. Foi assassinada pelo marido em Los Angeles, Estados Unidos.[9]

Tal como com sua primeira esposa, a relação de Fuade com Nazli também foi tempestuoso. O casal tinha desentendimentos frequentes em virtude de Fuade proibir Nazli de sair do palácio.

### Morte
Em 28 de abril de 1936, o rei Fuade sofreu um ataque cardíaco e morreu no Palácio Koubbeh, no Cairo, aos 68 anos de idade. Seu corpo foi sepultado em 30 de abril de 1936 no Mausoléu dos Quedivas, na Mesquita Arrifai, no Cairo.

## Títulos
- 26 de março de 1868 - 9 de outubro de 1917: Sua Alteza, Amade Fuade Paxá
- 9 de outubro de 1917 - 15 de março de 1922: Sua Alteza, o Sultão do Egito e do Sudão, Soberano da Núbia, Cordofão e Darfur
- 15 de março de 1922 - 28 de abril de 1936: Sua Majestade, o Rei do Egito e do Sudão, Soberano da Núbia, Cordofão e Darfur

## Honrarias

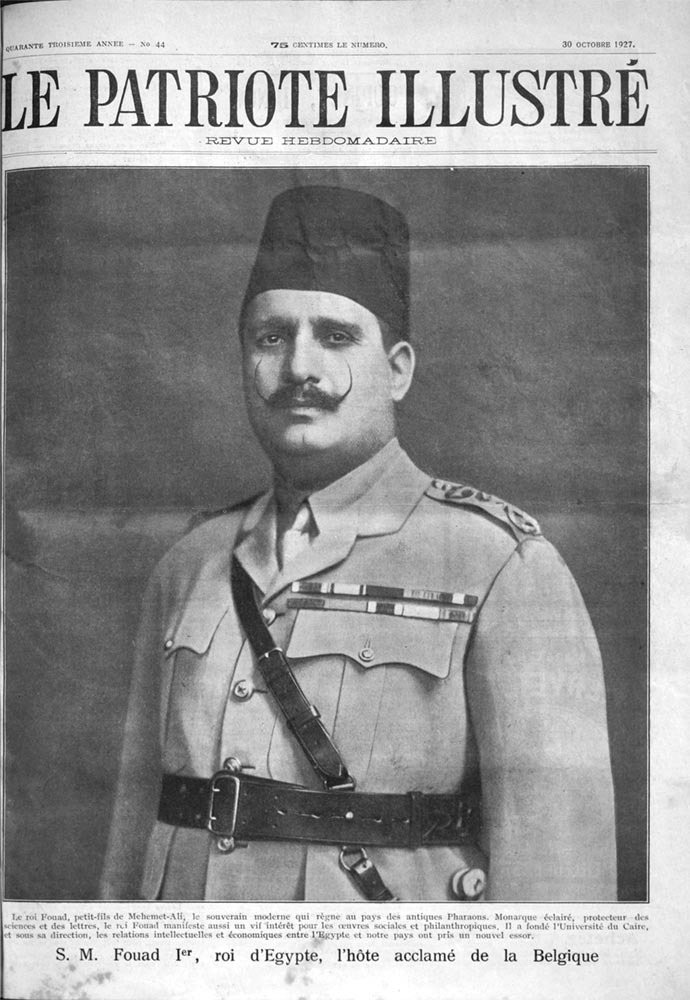
Fuade I na Bélgica

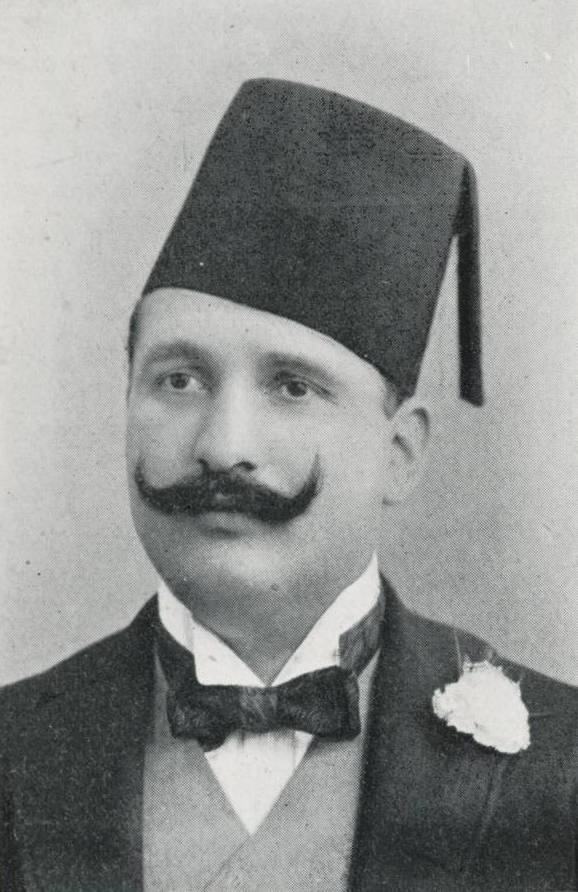
Príncipe Fuade (1906)

- Ordem de Nobreza de 1.ª Classe do Império Otomano (1893)
- Grã-Cruz da Ordem de São Maurício e São Lázaro da Itália (1911)
- Grã-Cruz da Ordem do Salvador da Grécia (1912)
- Cavaleiro Grã-Cruz da Ordem do Banho da Grã-Bretanha e Irlanda (1917)
- Imperial Ordem da Pérsia (1919)
- Grã-Cruz da Ordem Militar da Torre e Espada, do Valor, Lealdade e Mérito de Portugal (12 de Abril de 1920)[11]
- Comandante Grã-Cruz da Ordem de Vasa da Suécia (1921)
- Grã-Cruz com Colar da Ordem de Carlos I da Romênia (1921)
- Colar da Ordem do Crisântemo do Japão (1921)
- Cavaleiro da Ordem Suprema da Santíssima Anunciação da Itália (1922)
- Grão-Cordão da Ordem da Renascença de Hejaz (1922)
- Cavaleiro Grã-Cruz da Ordem do Leão Neerlandês da Holanda (1925)
- Grande Colar da Ordem do Sol Supremo do Afeganistão (1927)
- Grande Colar da Albânia (1927)
- Royal Victorian Chain da Grã-Bretanha e Irlanda do Norte (1927)
- Grã-Cruz da Ordem Nacional da Legião de Honra da França (1927)
- Grã-Cruz da Ordem de Leopoldo da Bélgica (1927)
- Grão-Cordão da Ordem Omíada da Síria (1927)
- Grã-Cruz da Ordem da Águia Branca da Polônia (1932)
- Cavaleiro da Ordem do Serafim da Suécia (1933)
- Cavaleiro da Ordem da Casa Real de Chakri do Sião (1934)
- Cavaleiro da Ordem do Elefante da Dinamarca (1935)
- Grande Colar da Ordem da Coroa da Pérsia (1935)

## Nota
- Este artigo foi inicialmente traduzido, total ou parcialmente, do artigo da Wikipédia em inglês cujo título é «Fuad I of Egypt», especificamente desta versão.